# ビタリー・クズネツォフ
ビタリー・ヤコヴレヴィチ・クズネツォフ（ロシア語: Виталий Яковлевич Кузнецов, 1941年2月16日 - 2011年10月13日）は、ソビエト連邦のタタールスタン共和国出身の柔道選手。階級は95kg超級。身長188cm。体重112kg。

## 人物
1971年の世界選手権無差別では、準決勝で中量級の関根忍を破るが、決勝では篠巻政利に合技で敗れて2位だった。1972年ミュンヘンオリンピック無差別では、3回戦でオランダのウィレム・ルスカから裏投で技ありを取って破るものの、決勝では敗者復活を勝ち上がってきたルスカに横四方固で一本負けして2位に終わった。1979年の世界選手権では、遠藤純男に払巻込で敗れて2位となった。1980年モスクワオリンピックでは2回戦で敗れた。
柔道以外にもサンボの選手として活躍していて、1975年と1983年には世界選手権の重量級で優勝している。1976年には東海大学武道館で当時東海大学1年生だった山下泰裕と柔道及びサンボで対戦して、柔道では合技で、サンボでは3-11の大差でそれぞれ敗れた。

## 主な戦績
(階級表記のない大会は全て重量級及び95kg超級での成績)
- 1969年 - ヨーロッパ選手権 3位
- 1971年 - ヨーロッパ選手権 無差別 優勝
- 1971年 - 世界選手権 無差別 2位
- 1972年 - ヨーロッパ選手権 3位
- 1972年 - ミュンヘンオリンピック 無差別 2位
- 1979年 - ハンガリー国際 優勝
- 1979年 - ヨーロッパ選手権 2位
- 1979年 - 世界選手権 無差別 2位